# Wrightia candollei
Wrightia candollei är en oleanderväxtart som beskrevs av António José Rodrigo Vidal. Wrightia candollei ingår i släktet Wrightia och familjen oleanderväxter. Inga underarter finns listade i Catalogue of Life.